# Steffen Bruendel
Steffen Bruendel (* 1970 in Helmstedt) ist ein deutscher Historiker sowie Wissenschafts- und Kulturmanager.
Seit Oktober 2019 leitet er die gemeinnützige, in der Bildungs- und Kulturförderung tätige PwC-Stiftung der PricewaterhouseCoopers GmbH Wirtschaftsprüfungsgesellschaft. Von 2014 bis September 2019 war er Forschungsdirektor und Geschäftsführer des Forschungszentrums Historische Geisteswissenschaften der Johann Wolfgang Goethe-Universität Frankfurt am Main. Zuvor verantwortete er die internationale Kultur- und Wissenschaftsförderung der 1926 gegründeten und 2003 von E.ON übernommenen E.ON Ruhrgas AG in Essen, die 2013 in der E.ON Global Commodities SE aufgegangen ist (Rechtsnachfolgerin ist die Uniper Global Commodities SE).

## Leben
Nach einer Ausbildung zum Offizier der Reserve der Bundeswehr (Heer) studierte Bruendel Geschichtswissenschaft und Öffentliches Recht an den Universitäten Freiburg, London (Queen Mary College) und Bielefeld. Im Jahr 2001 wurde er an der Universität Bielefeld von Ingrid Gilcher-Holtey und Hans-Ulrich Wehler mit einer Studie zu den Ideen von 1914 im Ersten Weltkrieg zum Dr. phil. promoviert. Er war Promotionsstipendiat der Studienstiftung des deutschen Volkes. Seine Studie fand starken Widerhall in Leitmedien und Fachzeitschriften.
Von 1999 bis 2006 war Bruendel für die Gemeinnützige Hertie-Stiftung in Frankfurt am Main tätig, zunächst als Assistent der Geschäftsführung und seit 2000 als Projektleiter für europäische Kultur- und Wissenschaftsprojekte. Von 2006 bis 2014 verantwortete er die internationale Kultur- und Wissenschaftsförderung der E.ON Ruhrgas AG in Essen. Hierzu gehörte auch die operative Leitung der Stiftung Stipendienfonds E.ON Ruhrgas im Stifterverband für die Deutsche Wissenschaft, Essen. Außerdem arbeitete er von 2011 bis 2014 als Beauftragter und bis 2017 als Berater des Vorstandes der Alfred und Cläre Pott-Stiftung eng mit Klaus Liesen zusammen, dem langjährigen Vorstandsvorsitzenden dieser von der Ehefrau des Ruhrgas-Gründers Alfred Pott 1966 errichteten und seit 1984 vom Stifterverband für die Deutsche Wissenschaft in Essen treuhänderisch verwalteten Stiftung.
Von 2003 bis 2006 war Bruendel Lehrbeauftragter für Kulturgeschichte sowie für Projektmanagement und Fundraising an der Universität Bielefeld und von 2010 bis 2012 Lehrbeauftragter der Ruhr-Universität Bochum. Er forscht und publiziert zur deutschen, britischen und spanischen Geschichte und ist in internationale akademische Netzwerke eingebunden.
Bruendel war von 2007 bis 2014 persönliches Mitglied des Kuratoriums der Stiftung für die Nordrhein-Westfälische Akademie der Wissenschaften und der Künste. Er ist Mitglied des Arbeitskreises Militärgeschichte, des Deutsch-Russischen Forums und des Deutsch-Norwegischen Jugendforums. Überdies wirkt er seit 2004 an der Studierendenauswahl und an Veranstaltungen der Studienstiftung des deutschen Volkes mit.

## Arbeitsgebiete
Die Schwerpunkte von Bruendels wissenschaftlicher Tätigkeit liegen auf den Gebieten der Politischen Ideengeschichte, der Herrschaftssoziologie sowie der Neuen Sozialen Bewegungen. Sein besonderes Interesse gilt dem Ersten Weltkrieg und der europäischen Nachkriegsordnung, der britischen 68er-Bewegung und einer vergleichenden Betrachtung von Nationalsozialismus und Franquismus.
Bruendels Tätigkeit in der internationalen Kultur-, Bildungs- und Wissenschaftsförderung bezieht sich auf Kultursponsoring, Projektauswahl und -evaluation sowie auf Projektmanagement und Projektsteuerung. Im Rahmen des Jugend- und Kulturaustausches, der grenzüberschreitenden akademischen Kooperation und der Entwicklungszusammenarbeit kooperiert er eng mit ausländischen Botschaften und Institutionen in Deutschland sowie den Akteuren der deutschen Auswärtigen Kultur- und Bildungspolitik (AKBP), dem Auswärtigen Amt, deutschen Botschaften im Ausland und den Mittlerorganisationen wie Goethe-Institut, ifa und DAAD sowie der GIZ und international tätigen Stiftungen. 2007 gehörte Bruendel zu den Mitgründern des Deutsch-Norwegischen Jugendforums, eines gemeinnützigen Vereins, der in enger Zusammenarbeit mit den Botschaften beider Länder den Jugendaustausch zwischen Norwegen und Deutschland fördert.

## Schriften (Auswahl)
- zusammen mit Frank Estelmann: Disasters of War. Perceptions and Representations from 1914 to the Present. Wilhelm Fink Verlag, Paderborn 2019, ISBN 978-3-7705-6290-9.
- Zwischen Nonkonformismus und Überanpassung. Deutschjüdische Künstler und Literaten im Ersten Weltkrieg (= Donnerstagshefte. Über Politik, Kultur und Gesellschaft, Heft 10). Klartext Verlag, Essen 2016, ISBN 978-3-8375-1711-8.
- Jahre ohne Sommer. Europäische Künstler in Kälte und Krieg. Herbig Verlag, München 2016, ISBN 978-3-7766-2782-4.
- Zeitenwende 1914. Künstler, Dichter und Denker im Ersten Weltkrieg. Herbig Verlag, München 2014, ISBN 978-3-7766-2734-3.
- Volksgemeinschaft oder Volksstaat. Die „Ideen von 1914“ und die Neuordnung Deutschlands im Ersten Weltkrieg. Akademie Verlag, Berlin 2003, ISBN 3-05-003745-8.
- zusammen mit Nicole Grochowina: Kulturelle Identität (= Les Travaux du Centre Marc Bloch, Nr. 18). Centre Marc Bloch, Berlin 2000, ISBN 2-11-091094-1.